# Gholāmḩoseynābād
Gholāmḩoseynābād (persiska: غلامحسین آباد, Chegārmān-e Gholāmḩoseyn) är en ort i Iran.   Den ligger i provinsen Khuzestan, i den centrala delen av landet, 400 km söder om huvudstaden Teheran. Gholāmḩoseynābād ligger 782 meter över havet och antalet invånare är 240.
Terrängen runt Gholāmḩoseynābād är kuperad åt nordost, men åt sydväst är den platt.Runt Gholāmḩoseynābād är det ganska tätbefolkat, med 52 invånare per kvadratkilometer. Närmaste större samhälle är Shū Gol-e Ḩājjīvand, 13,0 km söder om Gholāmḩoseynābād. Omgivningarna runt Gholāmḩoseynābād är i huvudsak ett öppet busklandskap.